# 서양기문
《서양기문》(西洋紀聞, せいようきぶん)은 일본 에도 시대의 하타모토이자 학자였던 아라이 하쿠세키(新井白石)가 쓴 서양 연구서이다.
자신이 직접 기리시탄 야시키(切支丹屋敷)로 나아가, 당시 쇄국 정책을 펼치고 금교령을 내려 그리스도교 전도를 법적으로 차단하고 있던 일본에 몰래 들어와 그리스도교를 전도하려다 체포되어 수감되어 있던 이탈리아의 그리스도교 선교사 조반니 바티스타 시도치를 심문한 하쿠세키가 그때 들은 심문 내용을 토대로 썼다. 여러 외국의 역사 ・ 지리 ・ 풍속 및 그리스도교의 대의(大意)나 그에 대한 하쿠세키 자신의 비판 등이 기록되어 있다.
《서양기문》은 1715년경에 완성되었으나 당시 쇄국 정책을 펼치고 있던 일본에서 공적으로 드러내지 못했고, 비밀스럽게 사본으로 전해지던 것이 1807년 이래 널리 유포된 것으로 보이며, 쇄국 정책 시절의 일본의 세계 인식에 큰 역할을 하였다.
2021년 세창출판사에서 한국연구재단 학술명저번역총서 제596번째 도서로 번역(역자 이윤지) 출판되었다.

## 같이 보기
- 채람이언
- 조반니 바티스타 시도치